# 천성훈
천성훈(千成薰, 2000년 9월 21일 ~ )은 대한민국의 축구 선수이다. 포지션은 센터포워드, 센터백이다. 현재 FC 서울 소속이다.